# مبارزه گر
مبارزه گر (انگلیسی: A Fighting Man) فیلمی در ژانر درام به کارگردانی دامیان لی است که در سال ۲۰۱۴ منتشر شد.